# Sindicalisme revolucionari
En sentit estricte, el sindicalisme revolucionari és un corrent sindical històric inspirat en Georges Sorel i Arturo Labriola, on el sindicat era la institució clau per protegir els treballadors dels seus patrons i de l'Estat (o de qualsevol abús), així com per organitzar la vida productiva i administrativa de la societat. En sentit ampli, es solen denominar com a sindicalisme revolucionari, aquelles corrents sindicals radicalitzades que s'oposen al parlamentarisme democràtic i, en alguns casos, a la subjecció dels treballadors i la seva lluita a un partit polític. És caracteritzat per la defensa de l'autonomia de les lluites de la classe treballadora, que havia estat manifestada en el lema de la Primera Internacional: l'alliberament dels treballadors serà fet pels mateixos treballadors, o no serà.
En alguns països, el sindicalisme revolucionari es pren com a sinònim de l'anarcosindicalisme, o com el seu antecessor, tant per la tesi de l'acció sindical, que busca la negociació laboral-patronal directa i rebutja realitzar-la a través del govern, com per aquella que busca organitzar la societat a través d'associacions laborals.

## Origen
Les primeres manifestacions del sindicalisme revolucionari són dels anys 1880, i estan lligades al Partit Laborista (Regne Unit) independent. Però la primera gran onada és de finals del segle xix i inicis del segle xx, amb l'eix a França. En una segona onada (1910-20), hi ha un protagonisme català claríssim (CNT) i de forma secundària també té presència a Itàlia i Sud Amèrica. I als 20-30 es constata la presència (però no l'hegemonia) mundial (en molts llocs, per exemple a Austràlia).
A França el sindicalisme revolucionari inclourà un pes important de la cultura mutualista proudhoniana i és clarament una reacció de sectors importants del moviment obrer davant els models rígids marxistes (per exemple, Guesde). En aquest sindicalisme revolucionari hi haurà un pes important de l'anarcosindicalisme.
A Itàlia, el sindicalisme revolucionari és una proposta que surt del Partit Socialista Italià, no del sindicat. Surt dels debats sobre estratègies, interns del PSI, com a estratègia a alternativa del que s'està seguint oficial. Hi haurà una confluència conjutural amb l'anarco-sindicalisme i anarquistes.
Als Països Catalans el sindicalisme revolucionari és vist com una continuació de la tradició anarcosindicalista de la I Internacional. No es veu com una ruptura, sinó com una recuperació de les lectures sindicals que s'havien fet dintre de la Ia Internacional, i per això des dels seus orígens estarà sota l'hegemonia de l'anarcosindicalisme. La CNT no es declara anarquista fins al 1918, ja que fins al moment, estava dominada per partidaris del sindicalisme revolucionari.

## Teòrics del sindicalisme revolucionari

### Francesos
- Tradició de socialisme marxista :
  - Georges Sorel: Va ser un dels principals ideòlegs del sindicalisme revolucionari, encara que posteriorment, les seves tesis influenciaren considerablement Mussolini i el moviment feixista.
  - Henri Lagardele
  - Edouard Berth

- Anarquistes i teòrics que provenen de l'anarquisme i de l'anarco sindicalisme, aquests quatre tenen una procedència obrera d'ofici (els 4 són tipògrafs):
  - Louise Michel
  - Émile Pouget
  - Fernand Pelloutier
  - Paul Delesalle
  - Pierre Monatte.

### Catalans
- Josep Prat (anarquista), tipògraf d'ofici, fins als anys 1919-20 és una figura central de l'anarcosindicalisme
- Salvador Seguí i Rubinat: Teòric dins l'òrgan Solidaritat Obrera
- Joan Peiró i Belis: vidrier, serà un dels fundadors de la CNT.

### Italians
- Enrico Leone: Teòric anarquista dirigí l'òrgan de premsa/revista Devenire sociale entre els anys 1905 i 1919 a Roma.
- Arturo Labriola: Resident a Nàpols i Milà dirigeix l'òrgan de premsa la vanguarda socialista de tendéncia marxista entre els anys 1902 i 1907 a Milà
- Alceste de Ambrit: sindicalista generarà un moviment a la Vall del Po (Pavana), fou pagès i fomentà la gran vaga del 1919.
- Arnaldo Borghi: Anarco sindicalista ocuparà la direcció i secretariat general de l'USI. Crearà la Unió di Laboro Italiana el 1914 (Central sindical equivalent a la CNT)
- Luigi Fabbri: Teòric anarquista. Accepta elements del sindicalisme revolucionari. Fou la veu d'Errico Malatesta.

### Espanyols
- Ricardo Mella Cea gallec instal·lat a Madrid durant el s.XIX. Important teòric anarquista espanyol i defensor de l'anarco col·lectivisme.

## Bases ideològiques
El Sindicalisme revolucionari és vist, i sorgeix, com una simple evolució, o retorn, del sindicalisme internacionalista (la lectura més sindicalista de la Ia Internacional). Característiques d'aquesta lectura sindical:
1.- La idea que l'associacionisme obrer de resistència és una forma d'agrupar els obrers més contundent, més moderna i adequada, amb més possibilitats de futur, que no pas la del cooperativisme i el mutualisme. Tanmateix, cooperativisme i mutualisme també es consideren com a forma d'agrupació. N'hi ha d'haver, però qui li ha de dirigir és són associacions obreres de resistència.
2.- L'organització obrera prefigura una hipotètica estructuració de la societat del futur. No ha d'ésser la mateixa, però prefigura perquè les resistències, cooperatives i mútues són peces claus, perquè la societat del futur estarà fonamentada en el valor del treball.
3.- El moviment obrer és un moviment al marge de la lluita política concretes. No hi ha un anti parlamentarisme, però sí que hi ha un apoliticisme. Es desconfia que el joc polític serveixi per algo, però en determinats moments s'està disposat a jugar per obtenir millores concretes (o per donar suport als republicans, per exemple).
4.- Idea que el moviment obrer és el moviment social més radical (en el sentit de canviar més la societat, de generar una nova societat) de tots els moviments socials. Per exemple és més radical que un moviment republicà d'esquerres..

## El sindicalisme revolucionari als Països Catalans[4]
La Solidaritat Obrera del 1908, contraposada a la Solidaritat catalana no és un producte de l'anarco sindicalisme, sinó la suma de diversos sindicats sota l'argument que el sindicat és l'únic espai que uneix tots els obrers per la seva condició obrera. Això passa perquè és una manifestació més d'un fenomen que passa a tot Europa, el revitalisme sindical, que està donant lloc a una gran quantitat d'enteses sindicals. No és una particularitat catalana.
Solidaritat Obrera, primer tindrà un àmbit barceloní, després tindrà un àmbit català, i serà l'aposta que reuneix el moviment obrer del tèxtil de Barcelona i de Catalunya, sota les idees del sindicalisme revolucionari. És la unió més significativa des de 1873. Després de molts anys la classe obrera ha aconseguit tornar a un sindicalisme unitari, amb totes les peces importants del moviment obrer industrial de Catalunya. Si tot el tèxtil està dins el sindicat, s'aconsegueix una dinàmica catalana.
Després de la Setmana Tràgica, 1909, continua el 1910 en un Congrés de Solidaritat Obrera decidirà crear la Confederació General del Treball. El 1911, hi ha el primer Congrés de la CGT, que adoptà el nom de CNT. En crear-se la CNT, els socialistes catalans ho tenen més difícil que abans per estar dins la central sindical. La UGT accepta a contracor que existeixi a Catalunya la Solidaritat Obrera però no pot acceptar que l'alternativa catalana li faci la competència a Espanya (podent permetre la doble afiliació una a Catalunya i una altra a Espanya).
El Sindicalisme Revolucionari català parteix del substrat de l'internacionalisme, i és una aposta que es concretarà el 1910 amb la CNT. Tindrà des de la seva fundació una definició de moviment, de central sindical que pretén agrupar tots els obrers sense marcar-los ideològicament
A poc a poc, la direcció serà assumida pels sindicalistes revolucionaris de procedència anarco sindicalista.
Fins al 1918, la CNT no es declararà anarquista, i mantindrà la seva inspiració del sindicat revolucionari

## El sindicalisme revolucionari a França
El sindicalisme revolucionari neix a França a finals del segle xix, a partir de les crisis internes que patien els corrents sindicals socialistes i anarquistes. A finals del segle xix els socialistes havien començat a inclinar-se per la via democràtica i la promoció dels canvis sociolaborals mitjançant una presència creixent en els parlaments; eventualment aquest camí conduirà a la creació de l'Estat del benestar al segle xx. Per la seva banda, els anarquistes s'havien bolcat a la via terrorista sota el principi de la "propaganda pel fet", cosa que va portar a ser víctimes d'una duríssima repressió i un gran aïllament.
A partir de 1895 un grup de dirigents sindicals dirigits per l'anarquista Fernand Pelleutier i el socialista blanquista Victor Griffuelhes, preocupats per l'aïllament en què es trobava el moviment sindical, comencen a sostenir la necessitat que l'organització sindical sigui independent dels corrents ideològics i polítics, el que històricament significava mantenir als sindicats fora dels compromisos polítics dels socialistes i de les accions violentes d'alguns anarquistes, al mateix temps que obrir una tradició de convivència pluralista en els sindicats.
La Confederació General del Treball de França (CGT), creada el 1895, evoluciona gradualment cap a les posicions sindicalistes revolucionàries que finalment s'imposen al Congrés d'Amiéns de 1906, on es redacta la Carta d'Amiens document clau i fundacional del sindicalisme revolucionari redactat per Victor Griffuelhes, on s'estableix una estricta distinció entre el sindicat i la ideologia política. En la seva part final la Carta d'Amiens diu:
- Com a conseqüència, en allò que fa als individus, el Congrés afirma la sencera llibertat per l'associat, de participar, fora del grup corporatiu, en qualsevol de les formes de lluita que corresponguin a la seva concepció filosòfica o política, limitant-se a exigir-li, en reciprocitat, no introduir en el sindicat les opinions que professa fora d'aquest.
- Pel que fa a les organitzacions, el Congrés decideix que amb l'objecte que el sindicalisme aconsegueixi el seu màxim d'efectivitat, l'acció econòmica ha d'exercir directament contra la patronal, no tenint les organitzacions confederades, com a associacions econòmiques, què preocupar-se dels partits i de les sectes que, fora i al marge, puguin perseguir, en absoluta llibertat, la transformació social.
El sindicalisme revolucionari concedeix una gran importància estratègica a la vaga, i en especial a la vaga general, exaltant-com a eix central de l'acció sindical.